# ATOM KIDS
『ATOM KIDS〜Tribute To The King "O.T."』（アトムキッズ・トリビュート・トゥ・ザ・キング"O.T."）は、1989年逝去した手塚治虫の漫画作品をテーマに企画、手塚るみ子プロデュースのもと、1998年11月26日にwea japanから発売されたコンピレーション／トリビュート・アルバム。

## 解説
本作の企画のきっかけは、手塚の逝去2年後、1991年6月18日に山下達郎がリリースしたアルバム『ARTISAN』収録曲「アトムの子」であったとされている。本作の収録楽曲は、手塚作品のアニメーションの主題歌のカバー9曲と、手塚作品をモチーフに書き下ろされた8曲から構成される全17曲。

## 収録曲
- ★印は主題歌のカバー。他はアーティストそれぞれのオリジナル楽曲。
- アーティスト名の表記は、国立国会図書館のデータベースに準拠[2]。

1. ワンダー3 - YOU＋高木郁乃＋人見元基＋難波弘之★
2. 少年マルス - コーザ・ノストラ featuring 忌野清志郎★
3. 鉄腕アトム - 少年ナイフ★
4. わたしはメルモ - 野宮真貴＋ディミトリ・フロム・パリ
5. スペースジャイアンツのテーマ - 高木完
6. ふしぎなメルモ - チボ・マット★
7. Omukae de gonsu - 細野晴臣
8. カノン - 宮沢和史
9. ジャングル大帝 - BOREDOMS★
10. 名も知らぬ星 - 浅野忠信＋ブラッドサースティー・ブッチャーズ★
11. アドルフの子守り歌 - エル・マロ
12. 海のトリトン - 80年代の筋肉少女帯★
13. リボンのマーチ - あんじ★
14. あの日君はたった一人で - 西脇唯
15. The Astro Boy Theme Song - ショーン・レノン★
16. 永遠の物語 - ショコラ
17. 僕は愚かな人類の子供だった - 佐野元春